# Coldrerio
Coldrerio är en ort och kommun  i distriktet Mendrisio i kantonen Ticino, Schweiz. Kommunen har 2 856 invånare (2023).